# Lotfi Zitoun
Lotfi Zitoun (arabe : لطفي زيتون), né le 13 août 1964 à Tunis, est un homme politique tuniso-britannique. Il est également une figure médiatique et un chercheur spécialisé en science politique et histoire.
Il est ministre des Affaires locales en 2020.

## Biographie
Il est arrêté à plusieurs reprises en 1986, 1987, 1989 et 1990 en raison de son appartenance au mouvement islamiste Ennahdha, ce qui l'empêche d'achever ses études. Il s'exile en décembre 1990 en Algérie, où il travaille comme reporter pour certains journaux locaux, mais se voit contraint de partir pour le Royaume-Uni le 22 mars 1992, après des pressions exercées sur les autorités algériennes pour qu'il soit extradé vers la Tunisie.
Il y poursuit ses activités de journaliste et adhère à l'Union nationale des journalistes (en). Après avoir obtenu un diplôme en anglais, il reçoit une licence en gouvernance politique et histoire de l'université de Londres-Est et une maîtrise en théorie des relations internationales de l'université de Canterbury[Laquelle ?].
De 1993 à 2006, il sert comme directeur du bureau du chef d'Ennahdha, Rached Ghannouchi, et fait partie du bureau politique et médiatique du mouvement à l'étranger au cours des années 1990. En 2000, il rejoint son bureau exécutif et son conseil de la Choura.
En 2006, il occupe également des fonctions au sein de la chaîne satellitaire Al Hiwar (en) basée à Londres ; il est par ailleurs un membre fondateur du Centre de Tunis pour les études prospectives en Tunisie et le président de l'association Martyrs tunisiens pour des projets caritatifs et de développement.
En 2011, il sert comme conseiller politique auprès du chef du gouvernement tunisien, Hamadi Jebali, issu d'Ennahdha comme lui.
En février 2019, il affirme son souhait de voir Ennahdha séparer islam et politique et son attachement aux libertés individuelles y compris sexuelles « si elles ne portent pas atteinte aux libertés d'autrui ». En mars de la même année, il plaide également pour une légalisation du cannabis.
Le 19 février 2020, il est nommé ministre des Affaires locales dans le gouvernement d'Elyes Fakhfakh.
En octobre de la même année, il annule par circulaire les restrictions sur l'attribution des prénoms aux nouveau-nés en Tunisie,. La précédente comportait, notamment, une interdiction d'attribuer des prénoms non arabes ou ceux de leaders.
En janvier 2021, il annonce sa démission du mouvement Ennahdha.

## Vie privée
Lotfi Zitoun est marié à Monjia Abidi et père de trois fils et deux filles.